# واکنش ساملت
واکنش ساملت(به انگلیسی: Sommelet reaction) یک واکنش شیمیایی در شیمی آلی است که طی آن یک بنزیل هالید در اثر واکنش با آب و هگزامین به یک آلدهید تبدیل می شود.